# Juan García Oliver
Juan García Oliver (Reus, Tarragona, 1901  — Guadalajara, México, 1980) foi um anarquista de grande expressão na primeira metade do século XX na Espanha. Junto a Buenaventura Durruti, fundou o grupo de "Los Solidarios", ao qual posteriormente se atribuíram vários assassinatos, incluindo a tentativa de assassinato do rei Alfonso XIII.
Mais tarde formou parte da Confederação Nacional do Trabalho - Federação Anarquista Ibérica (CNT-FAI), chegando a ser um de seus membros mais importantes. Quando a CNT decidiu entrar no governo durante a Guerra Civil Espanhola, assumiu o cargo de Ministro da Justiça, sob a presidência de Francisco Largo Caballero. Tentou convencer os trabalhadores para que se desarmassem durante os acontecimentos de maio de 1937 em Barcelona, chamando a um cessar-fogo.
Alguns o consideraram como um traidor do anarquismo espanhol, por haver se comprometido com o governo, enquanto outros crêm que aquelas concessões eram necessárias para acabar com o inimigo comum, o fascismo.